# وزارت ترابری و ارتباطات جمهوری ارمنستان
وزارت ترابری و ارتباطات جمهوری ارمنستان (ارمنی: Հայաստանի Հանրապետության Տրանսպորտի և Կապի Նախարարություն؛ Hayastani Hanrapetowt’yan Transporti ew Kapi Naxararowt’yown) یکی از وزاتخانه‌های دولت ارمنستان می‌باشد که در شهر ایروان مستقر می‌باشد. در اکتبر ۲۰۱۸ هاکوب آرشاکیان به عنوان وزیر ترابری و ارتباطات منصوب شد.
بخش‌های تابع‌های این وزارتخانه عبارتند از: بخش ترابری، بخش ارتباطات، بخش پستی، بخش اطلاعات، بخش راه‌آهن، بخش ساخت‌وساز جاده‌ای، بخش مالی-اقتصادی و حسابداری، بخش حقوقی، بخش روابط خارجی و بخش برنامه‌ها

## فهرست وزیران
| متن عنوان | متن عنوان        | متن عنوان      | متن عنوان      | متن عنوان |
| --------- | ---------------- | -------------- | -------------- | --------- |
|           | آرشاک جامالیان   | ۳ آوریل ۱۹۲۰   | ۲۳ نوامبر ۱۹۲۰ |           |
|           | آرشام خوندکاریان | ۲۵ نوامبر ۱۹۲۰ | ۲ دسامبر ۱۹۲۰  |           |

### ارمنستان شوروی
| متن عنوان | متن عنوان             | متن عنوان       | متن عنوان       | متن عنوان |
| --------- | --------------------- | --------------- | --------------- | --------- |
|           | دراستامات تر-سیمونیان | ۲۱ مه ۱۹۲۱      | ۶ ژوئیه ۱۹۲۱    |           |
|           | سمبات مارگاریان       | ۲۶ ژوئیه ۱۹۲۱   | ۶ سپتامبر ۱۹۲۲  |           |
|           | سمبات مارگاریان       | ۶ سپتامبر ۱۹۲۲  | ۳۱ دسامبر ۱۹۲۲  |           |
|           | سمبات مارگاریان       | ۱ ژانویه ۱۹۲۳   | ۲۶ فوریه ۱۹۲۳   |           |
|           | لوون هوهانیسیان       | ۸ دسامبر ۱۹۲۳   | ۲ آوریل ۱۹۲۹    |           |
|           | هایک یاغوبیان         | ۱۸ اکتبر ۱۹۲۹   | ۲۸ ژوئیه ۱۹۳۱   |           |
|           | یغیشه هوهسپیان        | ۲۸ اوت ۱۹۳۱     | ۱۷ ژانویه ۱۹۳۲  |           |
|           | یغیشه هوهسپیان        | ۱۷ ژانویه ۱۹۳۲  | ۱۰ مه ۱۹۳۳      |           |
|           | آرام مانوچاریان       | ۱۰ مه ۱۹۳۳      | ۵ دسامبر ۱۹۳۶   |           |
|           | آرام مانوچاریان       | ۵ دسامبر ۱۹۳۶   | ۱۶ ژانویه ۱۹۳۷  |           |
|           | یغیشه هوهسپیان        | ۱۷ فوریه ۱۹۳۸   | ۲۸ اکتبر ۱۹۳۸   |           |
|           | باگرات نالباندیان     | ۱۵ ژانویه ۱۹۳۹  | ۷ اوت ۱۹۴۱      |           |
|           | باگرات نالباندیان     | ۲۲ دسامبر ۱۹۴۲  | ۱۹۴۵            |           |
|           | واغیناک گورگنیان      | ۸ اوت ۱۹۳۹      | ۲۸ اوت ۱۹۴۴     |           |
|           | هاروتیون اوکیوزیان    | ۲۶ اوت ۱۹۴۴     | ۱۹۴۷            |           |
|           | تادئوس میناسیانتس     | ۳۱ دسامبر ۱۹۴۵  | ۲۲ نوامبر ۱۹۵۲  |           |
|           | نیکوغوس هوهانیسیان    | ۲۱ ژوئیه ۱۹۴۷   | ۲۶ آوریل ۱۹۵۰   |           |
|           | گئورگی ملکومیان       | ۲۲ آوریل ۱۹۴۷   | ۸ ژانویه ۱۹۵۵   |           |
|           | شماوون آروشانیان      | ۲۶ آوریل ۱۹۵۰   | ۲۹ سپتامبر ۱۹۵۳ |           |
|           | شماوون آروشانیان      | ۲۹ سپتامبر ۱۹۵۳ | ۱۱ دسامبر ۱۹۵۳  |           |
|           | آقا آقابابوف          | ۲۳ دسامبر ۱۹۵۳  | ۱۹۵۶            |           |
|           | گئورگی ملکومیان       | ۸ ژانویه ۱۹۵۵   | ۱۸ سپتامبر ۱۹۹۰ |           |
|           | آقا آقابابوف          | ۱۹۵۶            | ۱۰ مارس ۱۹۶۶    |           |
|           | بابگن سارکیسوف        | ۱۰ مارس ۱۹۶۶    | ۳ مارس ۱۹۷۰     |           |
|           | دانیل دانیلیان        | ۳۱ مارس ۱۹۷۰    | ۶ فوریه ۱۹۷۴    |           |
|           | هراند هایراپتیان      | ۱۱ سپتامبر ۱۹۷۰ | ۲۱ فوریه ۱۹۷۷   |           |
|           | وانیا هوهانیسیان      | ۱۹۷۴            | ۱۹۷۸            |           |
|           | خاژاک درامپیان        | ۱۱ مه ۱۹۷۸      | ۹ اوت ۱۹۸۸      |           |
|           | هنریک بادئیان         | ۱۹۸۸            | ۱۹۹۱            |           |
|           | هایریکو میرزویان      | ۱۴ فوریه ۱۹۸۳   | ۱۳ اکتبر ۱۹۸۸   |           |
|           | روبرت آوویان          | ۲۱ نوامبر ۱۹۸۸  | ۵ دسامبر ۱۹۹۱   |           |

## سومین جمهوری ارمنستان
| متن عنوان | متن عنوان         | متن عنوان  | متن عنوان    | متن عنوان |
| --------- | ----------------- | ---------- | ------------ | --------- |
|           | هنریک کوچینیان    | ۱۹۹۱       | ۱۹۹۸         |           |
|           | گریگور بوغوسیان   | ۱۹۹۱       | ۱۹۹۸         |           |
|           | آرتاک وارطانیان   | ۱۹۹۸       | ۱۹۹۹         |           |
|           | روبن دونویان      | ۱۹۹۹       | ۲۰۰۰         |           |
|           | یرواند زاخاریان   | ۱۹۹۸       | ۲۰۰۰         |           |
|           | روبرت نازاریان    | ۲۰۰۰       | ۲۰۰۰         |           |
|           | ادوارد ماداتیان   | ۲۰۰۰       | ۲۰۰۱         |           |
|           | آندرانیک مانوکیان | ۲۰۰۱       | ۲۰۰۸         |           |
|           | گورگن سارگسیان    | ۲۰۰۸       | ۲۰۱۰         |           |
|           | مانوک وارطانیان   | ۲۰۱۰       | ۲۰۱۲         |           |
|           | گاگیک بگلاریان    | ۲۰۱۲       | ۲۰۱۶         |           |
|           | واهان مارتیروسیان | ۲۰۱۶       | ۲۰۱۸         |           |
|           | آشوت هاکوبیان     | ۱۲ مه ۲۰۱۸ | ۲ اکتبر ۲۰۱۸ |           |
|           | هاکوب آرشاکیان    | ۲۰۱۸۲۰۱۹   | ۲۰۱۹۲۰۲۱     |           |
|           | هایک چوبانیان     | ۲۰۲۱       | ۲۰۲۱         |           |
|           | واهاگن خاچاطوریان | ۲۰۲۱       | ۲۰۲۲         |           |
|           | روبرت خاچاطریان   | ۲۰۲۲       | ۲۰۲۴         |           |
|           | مخیتار هایراپتیان | ۲۰۲۴       |              |           |